# Julián Castro
Julián Castro (Petare, cerca de 1810 — Valência, 12 de junho de 1875) foi um militar e político venezuelano, presidente da Venezuela entre 18 de março de 1858 e 2 de agosto de 1859.
Especula-se que Castro nasceu em Petare, porém não se sabe ao certo a data. Castro alistou-se no exército e em 1830 chegou à patente de Alferes. Em 1835, já como Capitão, participou da Revolução das Reformas, que depôs o então presidente José María Vargas.
Casou-se com María Nieves Briceño, filha do herói da guerra de independência venezuelana José Laurencio Silva, e teve quatro filhos: Julián, Inocente, Ramon e Francisco de Paula.
Com a chegada de José Tadeo Monagas à presidência em 1847, Castro passou a ascender suas patentes militares: em 1849 foi promovido a Comandante (atualmente Major). Em 1849, foi comissionado para lutar contra José Antonio Páez, que liderava uma insurreição contra Monagas, e ganhou fama por sua coragem. Foi promovido à patente de General de Brigada em 1853, e Comandante de Armas de Valencia no ano seguinte. Em Abril de 1856, Monagas instaurou Castro como governador do estado de Carabobo, e promoveu-o a General de Divisão do exército venezuelano.
Em Março de 1858, Castro liderou um movimento em oposição a Monagas, que foi deposto em 15 de Março. Castro tornou-se presidente três dias depois. Seu governo foi instável, com escândalos como o do Protocolo de Urrutia, tentativas de golpe e o início da Guerra Federal, em Fevereiro de 1859, liderada por Ezequiel Zamora e Juan Crisóstomo Falcón.
Em 2 de Agosto de 1859, foi aprisionado e deposto por oficiais militares, incluindo Manuel de las Casas, então comandante militar de Caracas. Permaneceu na prisão até ser julgado pelo congresso venezuelano em Julho de 1860. Foi julgado culpado por traição, mas não punido. Deixou o país logo após o julgamento, retornando em 1870, logo antes da Revolução de Abril, liderada por Antonio Guzmán Blanco. Castro aderiu à revolução e permaneceu no exército venezuelano até sua morte, em 12 de Junho de 1875.